# Мовельє
Мовельє (фр. Movelier) — громада  в Швейцарії в кантоні Юра, округ Делемон.

## Географія
Громада розташована на відстані близько 55 км на північ від Берна, 6 км на північний захід від Делемона.
Мовельє має площу 8,1 км², з яких на 4,6% дозволяється будівництво (житлове та будівництво доріг), 45,8% використовуються в сільськогосподарських цілях, 49,6% зайнято лісами, 0% не є продуктивними (річки, льодовики або гори).

## Демографія
2019 року в громаді мешкало 434 особи (+16,7% порівняно з 2010 роком), іноземців було 8,1%. Густота населення становила 54 осіб/км².
За віковим діапазоном населення розподілялося таким чином: 18,9% — особи молодші 20 років, 55,5% — особи у віці 20—64 років, 25,6% — особи у віці 65 років та старші. Було 196 помешкань (у середньому 2,2 особи в помешканні).
Із загальної кількості 70 працюючих 29 було зайнятих в первинному секторі, 12 — в обробній промисловості, 29 — в галузі послуг.